# ليليان هوبان
ليليان هوبان (بالإنجليزية: Lillian Hoban)‏ هي كاتِبة وكاتبة للأطفال أمريكية، ولدت في 18 مايو 1925 في فيلادلفيا في الولايات المتحدة، وتوفيت في 17 يوليو 1998 في Presbyterian Hospital (New York City) ‏ في الولايات المتحدة.